# Colanthelia
Colanthelia es un género de plantas herbáceas perteneciente a la familia de las poáceas. Es originario de Brasil.

## Taxonomía
El género fue descrito por McClure & Smith y publicado en Smithsonian Contributions to Botany 9: 77, f. 32. 1973. La especie tipo es: Colanthelia cingulata (McClure & L.B.Sm.) McClure
Etimología
El nombre del género deriva del griego kolos (abreviado) y anthele (penacho o panícula de la caña), refiriéndose a una característica de la inflorescencia.

## Especies
- Colanthelia burchellii (Munro) McClure
- Colanthelia cingulata (McClure & L.B.Sm.) McClure
- Colanthelia distans (Trin.) McClure
- Colanthelia intermedia (McClure & L.B. Sm.) McClure
- Colanthelia lanciflora (McClure & L.B. Sm.) McClure
- Colanthelia macrostachya (Nees) McClure
- Colanthelia rhizantha (Hack.) McClure